# Tetsuya Mizuguchi

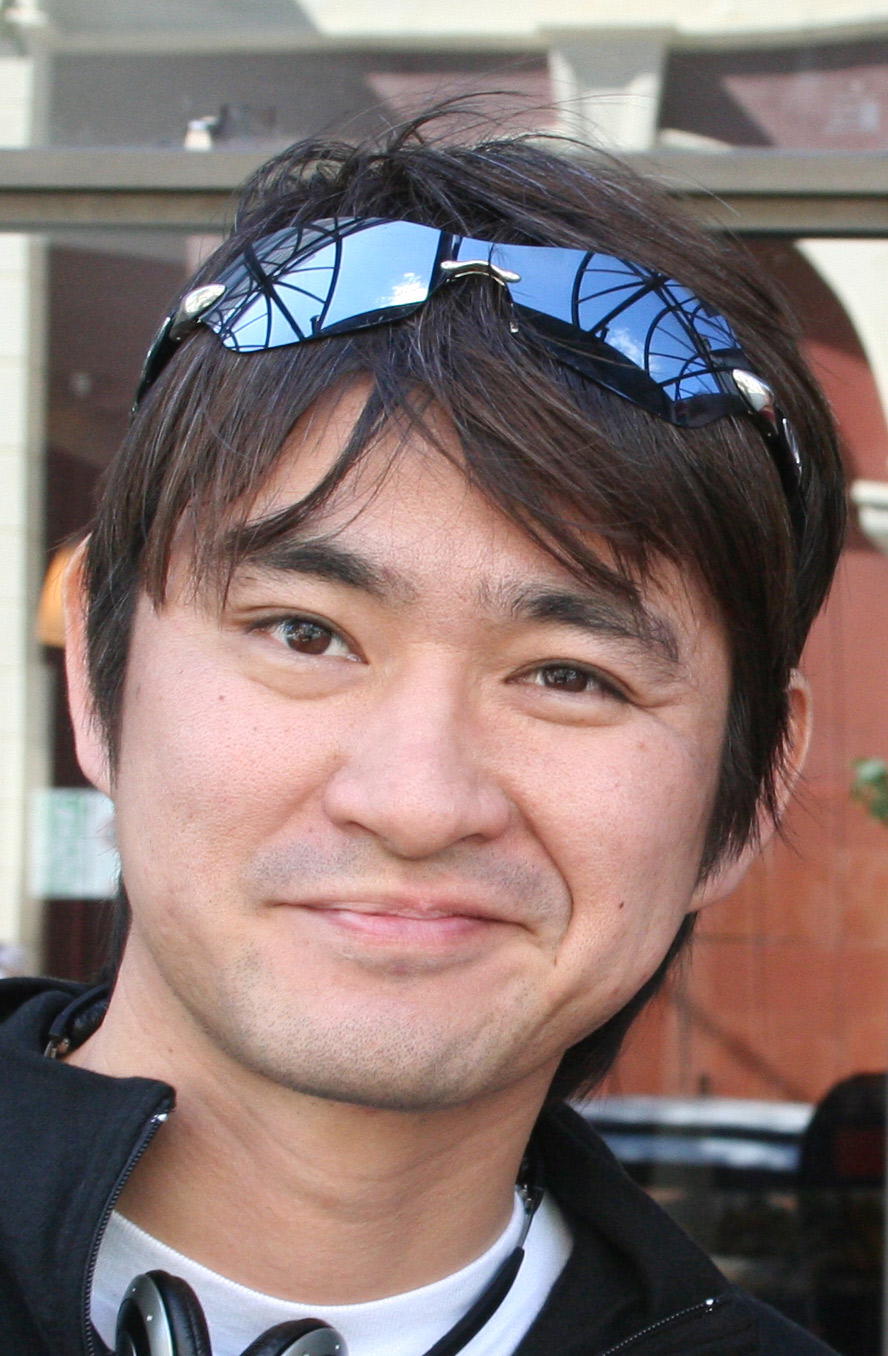
Tetsuya Mizuguchi

Tetsuya Mizuguchi (em japonês: 水口哲也, Mizuguchi Tetsuya, 22 de maio, 1965 em Otaru, Hokkaido, Japão) é um designer de jogos de videogame atualmente trabalhando no estúdio Q Entertainment, e famoso por jogos produzidos durante seu trabalho na Sega.

## Carreira
Mizuguchi trabalhou para a Sega de 1990 a 2003 e foi o responsável por jogos populares como Sega Rally Championship, Space Channel 5 e Rez. Seu último cargo na empresa foi como Chief Creative Officer no estúdio United Game Artists (também conhecido como UGA).
Em setembro de 2003, durante uma reestruturação interna da Sega, os membros da UGA foram realocados para o Sonic Team e no mês seguinte Mizuguchi anunciou que sairia da Sega em 10 de outubro de 2003. Citou como motivo a mudança na cultura empresarial depois da fusão da Sega com a Sammy e enxergava isso como um obstáculo para o que ele queria fazer. Anunciou ainda que participaria como freelance em um jogo sem anunciar à época qual.
Desde então fundou a Q Entertainment e produziu dois jogos no estilo puzzle para consoles portáteis: Lumines para PlayStation Portable e Meteos para Nintendo DS. Ambos foram lançados no Japão, América do norte e Europa.

## Principais jogos
- Sega Rally Championship (pela então AM3, futura Hitmaker) - Arcade (Model 2), Sega Saturn
- Space Channel 5 (pela United Game Artists) - Sega Dreamcast, PlayStation 2
- Rez (pela United Game Artists) - Sega Dreamcast, PlayStation 2
- Lumines (pela Q Entertainment) - PlayStation Portable
- Meteos (pela Q Entertainment) - Nintendo DS
- Lumines II (pela Q Entertainment) - PlayStation Portable
- Every Extend Extra (pela Q Entertainment) - PlayStation Portable
- Child of Eden (pela Q Entertainment) - Xbox 360 e PlayStation 3